# Trémel
Trémel (tiếng Breton: Tremael) là một xã của tỉnh Côtes-d’Armor, thuộc vùng Bretagne, tây bắc Pháp.

## Dân số
Người dân ở Trémel được gọi là Trémélois.